# Tachina alticola
Tachina alticola är en tvåvingeart som först beskrevs av Malloch 1932.  Tachina alticola ingår i släktet Tachina och familjen parasitflugor. Inga underarter finns listade i Catalogue of Life.